# Franz Rossi
Franz Rossi (Venezia, 1º gennaio 1964) è uno scrittore e blogger italiano.

## Biografia
Nato a Venezia il primo giorno del 1964, cresciuto a Trieste, si trasferisce in un primo momento a Milano dove ancora oggi dirige una software house specializzata nella gestione dei contenuti editoriali per quotidiani, riviste e canali multimediali, ma sceglie successivamente di vivere ad Emarèse, un piccolo paese della Val d'Aosta.
Appassionato di storie legate allo sport, ha fondato nel 2008 la rivista "X.RUN - Storie di corsa". Ha scritto di corsa e di filosofia di vita sul suo blog "La corsa attorno" all'interno de La Repubblica. Ed una volta terminata la collaborazione con la testata, ha spostato le sue considerazioni sul suo blog personale.
Ha raggiunto la notorietà scrivendo a quattro mani il libro Corro perché mia mamma mi picchia insieme all'attore e amico Giovanni Storti. Il libro ha vinto il Premio Bancarella Sport 2014.
È stato il "running guru" della trasmissione Oltre il Limite andata in onda su ReteQuattro nel maggio 2015. In quell'occasione ha accompagnato cinque personalità televisive (Jennipher Rodriguez, Vittoriano Guareschi, Marina Graziani, Giorgio Mastrota e Alex Belli) al loro debutto da maratoneti.
Nel gennaio 2021 ha creato con Denis Falconieri il podcast Passaggi a Nord Ovest in cui un gruppo di autori tratta di temi legati alla montagna.
Nel luglio 2021 ha scritto con Franco Faggiani il settimo volume della collana Guide del Sentiero Italia CAI dedicato a Liguria e Piemonte. Mentre a marzo 2022 è uscito il nono volume della stessa collana, dedicato alla Lombardia, al quale ha collaborato.
Il 15 ottobre 2023, esce Conte dai monti, una raccolta di 12 storie ambientate tra le montagne valdostane e scritte a quattro mani con Bobo Pernettaz un pittore valdostano. Il libro fa parte di un progetto multimediale più vasto: ogni storia, infatti, è anche ascoltabile su un podcast dedicato e nel libro sono contenute anche tre canzoni scritte da Franz Rossi (anche queste disponibili sul podcast).

## Opere
- Giovanni Storti, Franz Rossi, Corro perché mia mamma mi picchia, Milano, Arnoldo Mondadori Editore (collana Strade Blu) 2013. Prefazione di Giacomo Poretti.
- Giovanni Storti, Franz Rossi, Una seducente sospensione del buon senso, Milano, Arnoldo Mondadori Editore (collana Strade Blu) 2016. Prefazione di Giacomo Poretti.
- Giovanni Storti, Franz Rossi, Niente panico, si continua a correre, Milano, Arnoldo Mondadori Editore (collana Strade Blu) 2018. Prefazione di Giacomo Poretti.
- Franco Faggiani, Franz Rossi, Guida del Sentiero Italia CAI - vol.7 - Liguria e Piemonte, IdeaMontagna Editore 2021.
- Roberto Ciri, Giovanna Prennushi, Stefania Bonomini, Franz Rossi, Guida del Sentiero Italia CAI - vol.10 - Lombardia, IdeaMontagna Editore 2022.
- Bobo Pernettaz, Franz Rossi, Conte dai Monti, Edizioni BoMeCo 2023.

## Riconoscimenti
- Nel luglio del 2014 Corro perché mia mamma mi picchia scritto con Giovanni Storti ha vinto il premio Bancarella Sport.
- Nel maggio del 2024, il podcast Passaggi a NordOvest creato con Denis Falconieri, ha vinto il Premio Letterario GIST Travel Stories Award